# Granaio dell'Abbondanza
L'ex granaio dell'Abbondanza (noto in seguito come caserma Cavalli) è un edificio situato tra piazza di Cestello, via del Piaggione, via del Tiratoio e il lungarno Soderini, nel quartiere Oltrarno a Firenze.

## Storia
L'edificio fu costruito nel 1695 dall'architetto Giovan Battista Foggini, per volontà del Granduca Cosimo III de' Medici, per provvedere alla conservazione del grano in tempo di carestia, essendo ormai insufficiente la Loggia del Grano vicina agli Uffizi, costruita agli inizi del secolo per volontà di Cosimo II. Per costruirlo fu in parte abbattuto un tiratoio dell'Arte della Lana, che ancora dà il nome alla vicina Piazza del Tiratoio. Fu poi amministrato dal Magistrato dell'Annona e, nell'Ottocento, divenne Panificio militare, prima di diventare sede della caserma Cavalli. Qui per molto tempo i fiorentini si recarono per ricevere la visita di leva (compito che più recentemente era assolto dalla caserma Morandi in via Alamanni, fino alla sospensione dell'obbligo). Nel 2017 il complesso venne acquistato dalla Fondazione Cassa di risparmio di Firenze e sottoposto a un'opera di ristrutturazione interna, su progetto dell'architetta Annalisa Baracchi e dell'ingegnere Giuliano Galzigni, per la sua trasformazione in centro d'innovazione tecnologica, inaugurato nel 2021.

## Descrizione
L'elegante edificio, con il grande stemma dei Medici in facciata, ha una pianta quadrata simile a un fortino, poiché non vi si appoggia nessun edificio. 
Dal 2021 al suo interno hanno sede la scuola di programmazione 42 Firenze e lo studio di startup Nana Bianca.